# Parasimpatomimetik
Párasimpatomimétik je učinkovina, ki deluje kot agonist na holinergičnih receptorjih v parasimpatičnem živčevju. Imenujejo jih tudi holinergiki, po acetilholinu, ki deluje kot živčni prenašalec v parasimpatičnem živčevju. Parasimpatomimetiki lahko delujejo na različne načine, in sicer lahko delujejo neposredno s spodbujanjem muskarinskih ali nikotinskih receptorjev ali posredno z zaviranjem delovanja holinesteraze, spodbujanjem sproščanja acetilholina ipd. Včasih se izraz parasimpatomimetik uporablja kot sopomenka kar samo za muskarinske agoniste, saj se muskarinski receptorji vpletajo predvsem v parasimpatične funkcije, medtem ko nikotinski receptorji poleg stimulacije postganglijskih nevronov v parasimpatičnem živčevju povzročajo tudi stimulacijo simpatičnih postganglijskih nevronov.

## Muskarinski agonisti

### Učinki
Muskarinski agonisti zaradi stimuliranja muskarinskih receptorjev izzovejo naslednje učinke:
- učinki na srčno-žilni sistem: upočasnitev bitja srca in zmanjšanje minutnega volumna srca, vazodilatacija in posledični padec krvnega tlaka;
- učinki na gladko mišičje: kontrakcija gladkih mišic (razen v krvnih žilah, kjer se dilatirajo), posledično se pospeši peristaltika, sečni mehur in bronhialno gladko mišičje se pokrčita;
- učinki na sekrecijo: pospešijo se znojenje, solzenje, slinjenje in izločanje bronhialnega sekreta;
- učinki na oko: kontrakcija ciliarne mišice in posledično izbočenje očesne leče, kontrakcija ožilke zenice, zmanjšanje intraokularnega tlaka.

### Primeri učinkovin in uporabe
Muskarin, pilokarpin in arekolin so parasimpatomimetični alkaloidi, pridobljeni iz rastlin.
Pilokarpin je delni agonist in je najbolj učinkovit parasimpatomimetik pri zdravljenju glavkoma, ki je poglavitna indikacija za uporabo parasimpatomimetikov. Karbahol in metaholin sta sintezni učinkovini, ki se uporabljata v eksperimentalne namene, nimata pa klinične uporabe. Betanehol je hibrid karbahola in metaholina in se v kliniki uporablja redko, zlasti pa za izpraznjenje sečnega mehurja ali za pospeševanje peristaltike.